# 昴宿星團
昴宿星團，也常稱為七姐妹和梅西耶45，是在星座金牛座西北方，包含年輕B型恆星的疏散星團；七姐妹則是其中以肉眼即可見到的一個星群。它與地球的平均距離約為444光年，是距離地球最近的星團之一，也是距離地球最近的梅西耶天體，更是夜空中肉眼可見，最明顯的星群。它還被觀測到容納了一個HII區域組成的反射星雲NGC 1432。
該星團由過去1億年內形成的熱藍亮星主導。圍繞著最亮恆星周圍的反射星雲曾經被認為是它們形成後的剩餘物質，但現在認為可能是恆星現時穿過的星際介質中與恆星無關的塵埃雲。據估計，這片塵埃雲相對於星團中的恆星以大約18公里/秒的速度移動。
電腦模擬表明，昴宿星團可能是由一個曾經類似於獵戶座大星雲的緻密結構形成的。天文學家估計，該星團將再存活約2.5億年，之後由於與銀河系附近的引力相互作用，星團將消失。
昴宿星團與另一個疏散星團畢宿星團一起形成了黃道的金門。

## 觀測的歷史

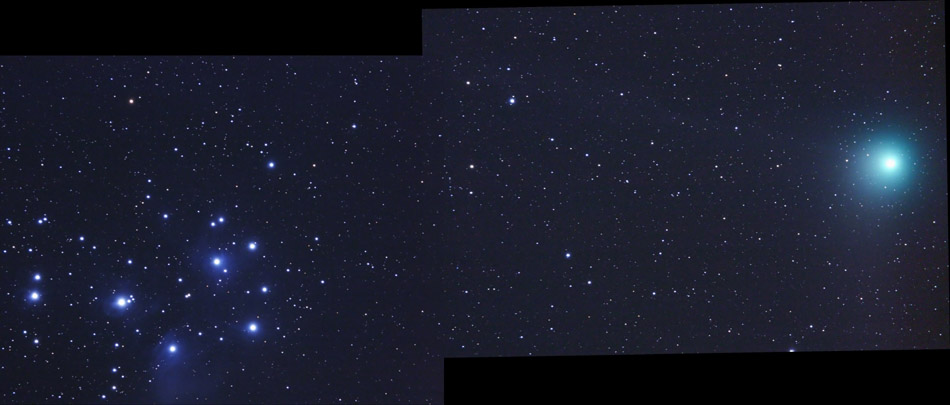
在2005年初，梅克赫茲彗星經過昴宿星團的附近。

昴宿星團在北半球的冬季和南半球的夏季是很突出的天體，從上古時代的所有古文明國就開始提到，包括澳洲的土著、毛利人、中國和馬雅人（稱之為Tzab-ek）、阿茲台克人、北美洲的蘇族。在儒學讖緯（論語比考讖）中提到來自昴宿的五位老者，曾給聖人孔子傳達過天啟。一些古希臘的天文學家認為它是個明確的星座，並且在赫西俄德、荷馬的《伊利亞特》和《奧德賽》（冒險之旅）之中被提到；在《聖經》中也曾被提及三次（《約伯記》 9:9, 38:31; 《阿摩司書》 5:8）。在印度神話中，昴宿星團（基栗底柯，Krittika）是戰神室建陀的六個母親，他有六種不同的相貌，可以逐一的顯現出來；有些回教的學者認為昴宿星團（At-thuraiya）是古蘭經中的奈智姆。

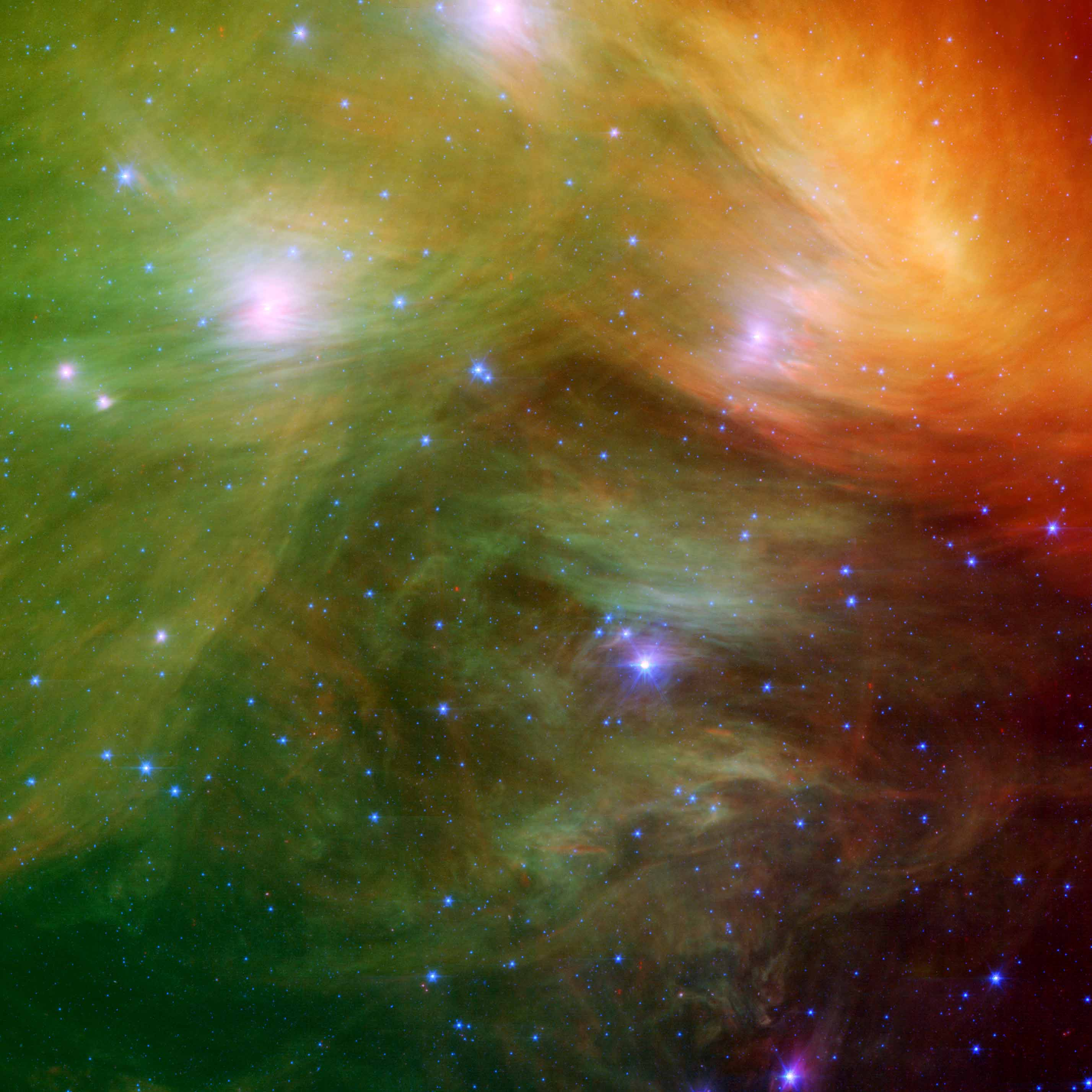
史匹哲太空望遠鏡以紅外線拍攝的昴宿星團，顯示出伴隨著的塵埃。創建者：NASA／JPL-Caltech。

長久以來，他們就被知道是一個彼此相關的星群，而非正巧在同方向上。在1767年，牧師約翰·米歇爾就已經計算過如此多的亮星出現在同方向上的機率只有五十萬分之一，並且因而認定昴宿星團和許多其他的星團都是彼此間在物理有關聯的。首度研究恆星的自行時，它們被發現都以相同的速率、向著相同的方向移動，橫越過天空，這進一步的顯示他們是有關聯的。
梅西耶測量包括M45在內的一些星團的位置，編製成類似彗星天體的目錄，在1771年發行。因為多數的梅西耶天體都是昏暗、類似彗星而易被混淆的天體，似乎沒有理由列入昴宿星團，所以梅西耶可能因為覺得奇特而收錄了昴宿星團，一起的還有獵戶座星雲、蜂巢星團。還有一個可能就是梅西耶只是單純的希望他的目錄能比對手拉卡伊的更為龐大 － 在1755年發行，收錄了42個天體，所以梅西耶加入了幾個明亮的、眾所周知的天體在它的目錄中。

## 距離
在被稱為宇宙距離尺度的階梯上，昴宿星團的距離是很重要的第一步，依序完成整個宇宙的一序列距離標尺。第一步的大小是校準整個階梯的基礎，因此使用了許多方法來測量第一步的標尺。由於昴宿星團是如此的靠近地球，相對的，它的距離也很容易測量。正確的距離知識，允許天文學家使用赫羅圖來測量星團的距離，與距離已知的星團比較圖形，就可以估計待測量星團的距離。其他的方法可以延伸測量的距離從疏散星團至星系，乃至於星系團，宇宙距離尺度的階梯就被建構起來了。對昴宿星團距離的認知，最終可以影響到天文學家對宇宙年齡的理解和未來的演變。
在依巴谷衛星發射之前，一般認知的昴宿星團與地球的距離是135秒差距。依巴谷衛星利用星團中恆星視差 —一種直接和準確的技術，測量的結果是118秒差距，使天文學家大為驚訝。後續的工作發現依巴谷衛星對昴宿星團距離的測量是錯誤的，但是並不知道發生錯誤的原因。目前認為昴宿星團距離的上限值大約是135秒差距（相當於440光年 ）。
2014年8月29日，加州大学圣地牙哥分校的Carl Melis团队在美国《科学》杂志上提出了一篇论文。论文中，他们以超长基线干涉测量出昴宿星团的距离为444光年，误差在1%以内。

## 組成
| 中文名     | 英文名 | 编号            | 视星等    | 光谱型   |
| ---------- | ------ | --------------- | --------- | -------- |
| 昴宿六     |        | Eta (25) Tauri  | 2.86      | B7IIIe   |
| 昴宿七     |        | 27 Tauri        | 3.62      | B8III    |
| 昴宿一     |        | 17 Tauri        | 3.70      | B6IIIe   |
| 昴宿四     |        | 20 Tauri        | 3.86      | B7III    |
| 昴宿五     |        | 23 Tauri        | 4.17      | B6IVev   |
| 昴宿二     |        | 19 Tauri        | 4.29      | B6IV     |
| 昴宿增十二 |        | 28 (BU) Tauri   | 5.09 变星 | B8IVpe   |
| 昴宿增九   |        | 16 Tauri        | 5.44      | B7IV     |
| 昴宿三     |        | 21 and 22 Tauri | 5.64;6.41 | B8Ve/B9V |
| 昴宿增八   | —      |                 | 5.66      | B8V      |

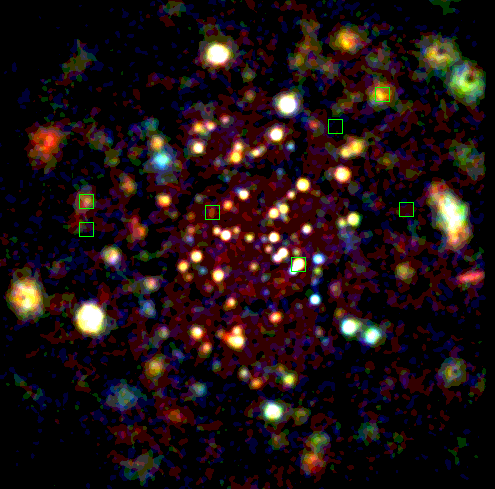
昴宿星團的X-光影像顯示這些恆星有溫度極高的大氣層。綠色的方框標示出光學上最明亮的七顆恆星。

這個星團的半徑大約是8光年，而潮汐半徑達到43光年。雖然圖中未能排除聯星，但統計星團中被證實的成員已經超過1000顆。它們主要是年輕、高溫的藍色星，依據觀測環境的不同，裸眼最多能看見14顆亮星。最明亮的恆星排列有些類似於大熊座和小熊座，星團的總質量估計大約是太陽質量的800倍。
星團內有許多棕矮星 － 質量低於太陽的8%，在核心沒有足夠的溫度和壓力引發核融合成為真正的恆星。它們的數量大約佔星團成員的25%，但質量卻低於總質量的2%。天文學家已經盡了最大的努力在昴宿星團和其他年輕的星團中尋找和分析棕矮星，因為棕矮星在年輕的星團中還算明亮和容易觀測，而在較老的星團中都已經黯淡而更難以研究。
目前在星團中也發現了一些白矮星，但星群中正常的年輕恆星還沒有達到可以期望演化成白矮星的年齡，因為這個過程通常需要幾十億年的時間。一般相信，這不是由單一的低或中質量恆星演化過來的，這些白矮星的前身一定是聯星系統中的大質量恆星。大質量恆星在快速的演化中將質量傳輸給伴星，結果使演化成為白矮星的腳步更為加快，但是這個過程的細節還需要對深奧的重力有更多了解，才能更確實的解釋作用的機制。

## 年齡與未來的演化
經由星團和恆星演化理論模型的比較，從赫羅圖可以估計出星團的年齡。使用這種技術，估計昴宿星團的年齡在7500萬至1億5000萬年之間。在估計年齡上的擴散度是恆星演化模型不確定的結果，特別是模型中包含了所謂的對流過衝（對流超射）現象。這是恆星內部的對流層是否擊穿非對流層的現象，結果可能使年齡顯得較高。
另一種估計星團年齡的方法是搜尋低質量的恆星。一般主序帶上的恆星，鋰在核融合反應中會很快的被摧毀，因為它的燃燒點只有250萬K，而質量最大的棕矮星最後會將鋰摧毀。因此測量星團內質量最高的棕矮星是否有鋰的存在，可以估計出星團理想的年齡。使用這種方法估計的昴宿星團年齡是1億1500萬歲。
星團的相對運動最終將推導出它們的可能的位置，從地球觀察未來數千年的位置，將會經過目前獵戶座的腳下。同樣的，像多數的疏散星團一樣，昴宿星團的沒有足夠的引力維繫整個集團，當它與其他的集團接近或遭遇時，有些成員可能會被潮汐的重力場拋射出去。計算的結果認為在2億5000萬年後，昴宿星團將會因為與巨分子雲的重力交互作用而消失，而且銀河系的螺旋臂也會加速它的崩潰。

## 反射星雲

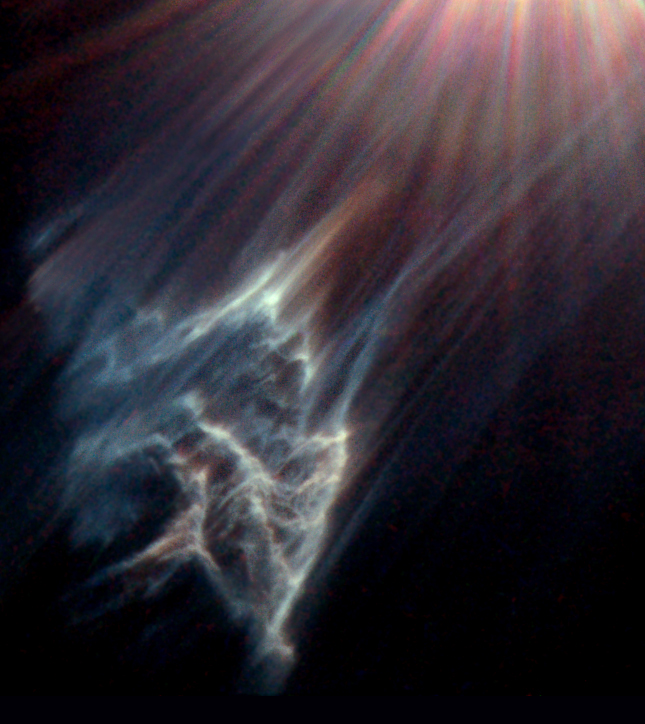
靠近昴宿五附近的哈伯太空望遠鏡影像。

在理想的觀測條件下，有些跡象顯示雲氣只是在星團的附近，特別是在長期曝光的照片中。這只是一個反射星雲，因為塵埃反射高溫、年輕恆星的光而呈現藍色。
這些塵土以前被認為是形成星團時殘留的，但是星團通常需要大約一億年才能形成，因此當初的塵土早就該被輻射壓驅散了。換言之，很單純的只是星團行經一處星際物質較多的區域造成的現象。
研究顯示，這些塵土的分布是不均勻的，並且在視線方向上是沿著星團行經的路徑分為主要的兩層。這些層次也許是因為塵土向著恆星移動時，受到輻射壓力而減速造成的。

## 神话和文艺

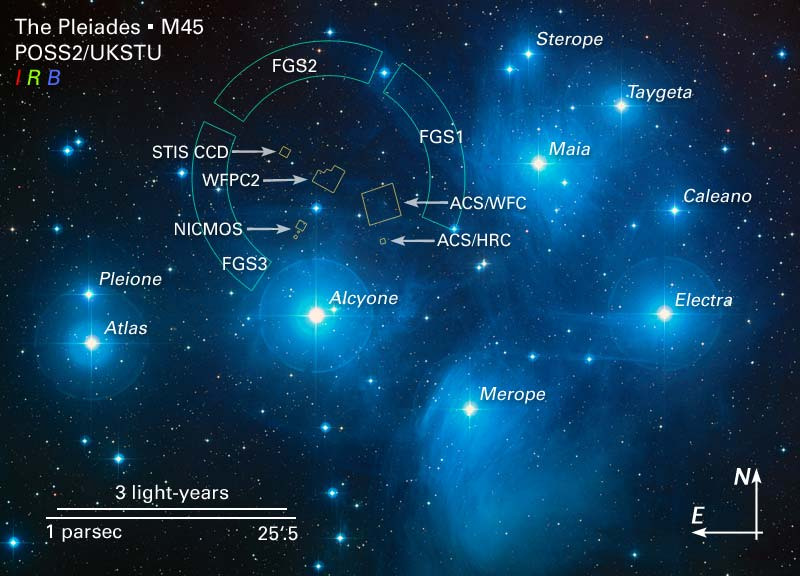
昴宿星團的星圖

在中国古代，昴宿為二十八宿之一，包含昴、天阿、月、卷舌、天讒、砺石、天阴、蒭藁、天苑9個星官。
昴宿星團中最明亮的七顆星在希臘神話中称为普勒阿得斯七姐妹，分别为迈亚（Maia）、塔宇革忒（Taygeta）、厄勒克特拉（Electra）、阿尔克俄涅（Alcyone）、斯忒洛珀（Sterope）、刻莱诺（Celaeno）和墨洛珀（Merope）。還有他們的父親擎天神阿特拉斯（Atlas）和母親普勒俄涅（Pleione）。另外，二十八宿之畢宿，在希臘神話中也同樣被視為擎天神的女兒，称为许阿得斯，是昴宿的同父異母姐妹們。
印度神话中，战神室建陀由二十七宿之一昴宿基栗底柯六姊妹抚养长大。
日本最早的昴宿星团记录为《和名類聚抄》，昴宿为六星火神，名称为須波流，古代日本人把昴星團看成美麗的首飾，對此擁有特別的情意結，有日本流行歌曲以此作題材，如歌唱家谷村新司代表作（即關正傑的粵語歌曲《星》與羅文的《號角》），日本國立天文台1998年在夏威夷落成啟用的一台8.2米望遠鏡稱作「昴」（Subaru），富士重工業生產的汽車品牌為Subaru等等。

### 幽浮學及新紀元角度
在幽浮學中有些人相信"類人"的說法，認為昴宿星團內的數顆行星上居住著昴宿星人。
而昴宿人及地球人類本是同一族群，天琴星系（lyra）才是我們發源地。
FC游戏机游戏《义龟报恩》的美版封面曾經選用了一幅昴宿的圖。
PC遊戲《精英：危機四伏》中的外星種族Thargoid主要在昴宿星團一帶出沒。

## 外部連結
- M45 imaged with a semiprofessional amateur-telescope.
- The Pleiades (M45) At the astro-photography site of Mr. T. Yoshida. （页面存档备份，存于）
- Photos and information on the Pleiades from the University of Calgary
- Information on the Pleiades from SEDS
- Information and images from the Anglo-Australian Observatory
- WEBDA open cluster database webpage on Pleiades cluster （页面存档备份，存于） - E. Pauzen (Univ. Vienna)
- NightSkyInfo.com: The Pleiades （页面存档备份，存于）
- Maya Astronomy
- Doppler Imaging: Results first Doppler image of a Pleiades solar-type G dwarf - HII314，Strassmeier & Rice 2001, A&A 377, 264
- WikiSky上关于The Pleiades的内容：DSS2, SDSS, GALEX, IRAS, 氢α, X射线, 天文照片, 天图, 文章和图片